# Casa Alonso
Casa Alonso és un museu i centre cultural de Vega Baja, Puerto Rico, ubicada al carrer Ramon E. Betances 34. Està inclosa en el Registre Nacional de Llocs Històrics del 1996. La casa es va convertir en museu el 1992 i és coneguda com el Museo de Arte, Historia y Cultura Casa Alonso.
És una residència de dos pisos de fusta i maçoneria de "estil vernacle neoclàssic". Els seus fonaments coincideixen amb la fundació del municipi el 1776 i es conserven mobles i objectes de l'època colonial espanyola. Els esglaons per arribar al segon nivell tenen unes rajoles amb disseny de flor pintats a mà a les illes Canàries. Va rebre el premi URBS a l'Excel·lència Arquitectònica. Va ser ocupada successivament per les famílies Soliveras, Otero, i Alonso. Ramon Alonso Dávila, fou el darrer comprador de la casa el 1912. Es preserva un llit de ferro i bronze, un rober bisellat i un tocador amb mirall allargat de la seva filla i hereva, Eloísa Alonso Müller.